# Freza

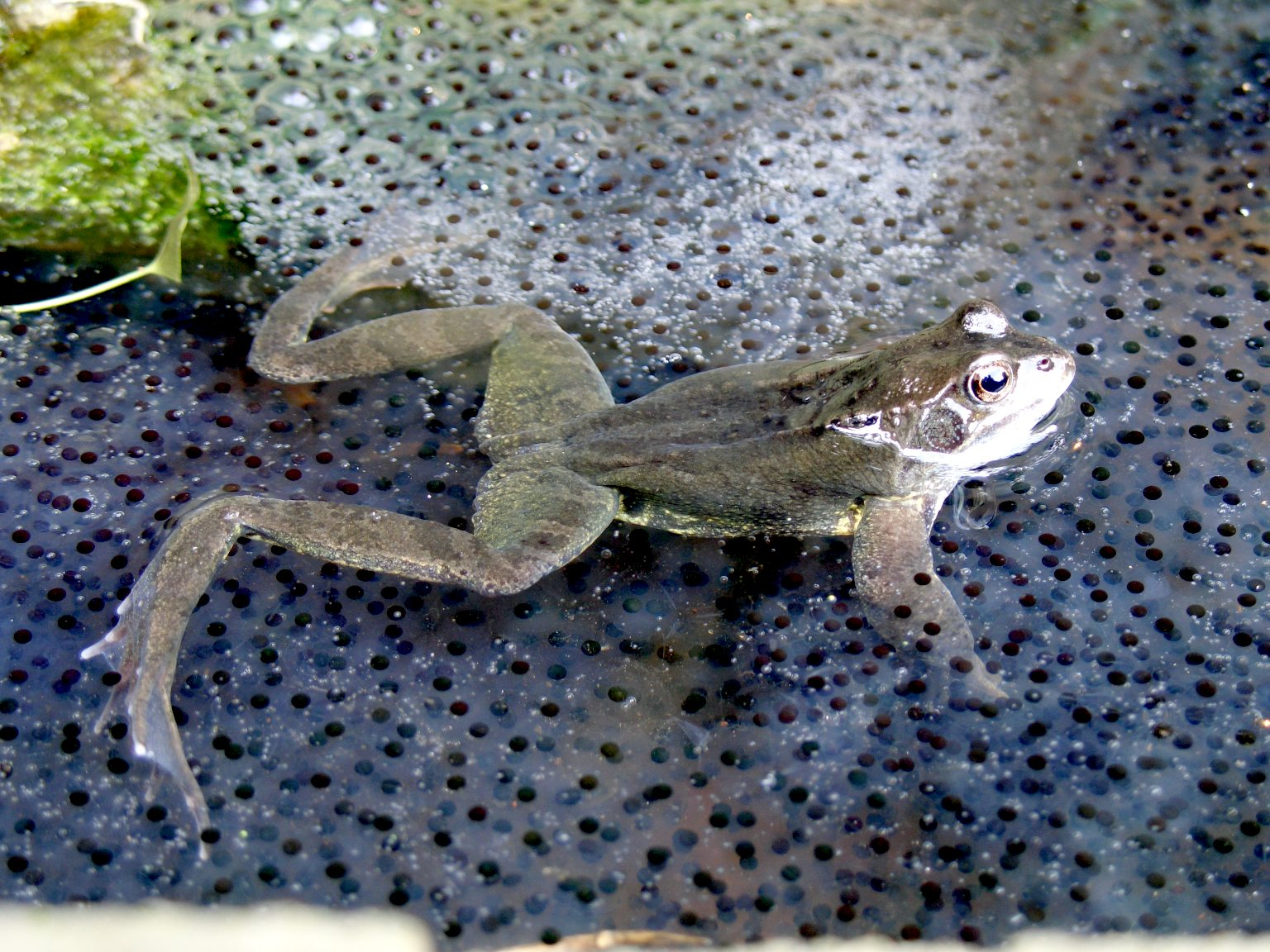
Freza de rana.

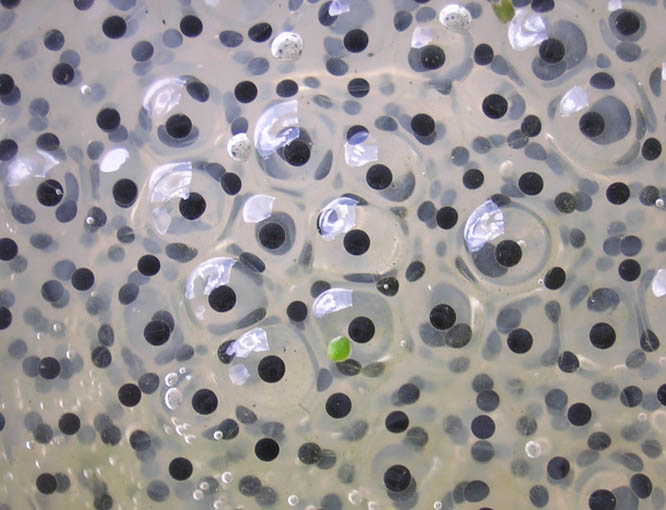
Detalle de la freza de la rana.

En biología la freza o desove es el acto de verter los huevos y espermatozoides por los peces y anfibios en su ambiente. Es también la nube de huevos que resulta de lo anterior. La mayoría de los animales acuáticos, que no son mamíferos acuáticos, se reproducen mediante el proceso de freza.
La freza se compone de las células reproductivas de animales acuáticos (gametos), algunas de las cuales serán fertilizadas y producirán descendencia. El proceso de freza generalmente comprende la liberación de óvulos (huevos no fertilizados) en el agua por parte de las hembras, a menudo en grandes cantidades, mientras simultáneamente o secuencialmente los machos  liberan espermatozoides (lecha) para fertilizar los huevos.
La mayoría de los peces se reproducen mediante freza, al igual que la mayoría de los otros animales acuáticos, incluidos crustáceos como cangrejos y langostinos, moluscos como ostras y calamares, equinodermos como erizos de mar y pepinos de mar, anfibios como las ranas y salamandras, otros animales reptiles como las tortugas, insectos acuáticos como efímeras y mosquitos, y corales (los cuales son pequeños animales acuáticos y no plantas). 
Los fungi, como son las setas, se dice que también "frezan" una sustancia blanca fibrosa que forma la matriz a partir de la cual crecen. 